# The Hare and the Tortoise (film 1916)
The Hare and the Tortoise è un cortometraggio muto del 1916 diretto da William Robert Daly. Prodotto dalla Selig Polyscope Company, di genere drammatico, il film aveva come interpreti Fritzi Brunette, Harry Mestayer, Edward J. Peil, Harry Lonsdale.

## Trama
Figli del milionario Richard Drake, i due fratelli John e Sidney non potrebbero essere uno più differente dall'altro. Tanto John è serio, studioso e responsabile, tanto Sidney si dimostra il suo opposto. Anche se brilla come campione di football, non riesce neppure a laurearsi. Il padre vuole farlo lavorare nelle sue acciaierie ma senza risultato. Quando il vecchio Drake muore, la direzione dell'azienda passa a John, mentre Sidney eredita centomila dollari che ben presto sperpera. Per avere nuovi fondi, ricorre al fratello proponendogli un patto: visto che tutti e due amano la bella Marion Lee, questa sarà sua e lui si metterà da parte lasciandogli campo libero in cambio di un congruo assegno. John, da sempre innamorato segretamente di Marion, firma l'assegno dicendogli che gli avrebbe dato quei soldi per salvare la ragazza dal fratello. Marion, avendo sentito del patto, da quel momento rifugge da Sidney che, ben presto, sperpera anche quel denaro, finendo in malo modo. Mentre John, che prima non era mai stato apprezzato, vince il suo amore.

## Produzione
Il film fu prodotto dalla Selig Polyscope Company.

## Distribuzione
Distribuito dalla General Film Company, il film - un cortometraggio in tre bobine - uscì nelle sale cinematografiche statunitensi il 29 maggio 1916.